# جيريمي روبنسون (لاعب غولف)
جيريمي روبنسون (بالإنجليزية: Jeremy Robinson)‏ هو لاعب غولف أمريكي، ولد في 21 يناير 1966 في سكاربورو في المملكة المتحدة.

## وصلات خارجية
- جيريمي روبنسون على موقع رابطة أوروبا للاعبي الغولف المحترفين (الإنجليزية)